# ケン・ケンセイ
ケン・ケンセイ（本名：片岡 昇〈かたおか のぼる〉、1948年 - ）は、日本人のハリウッド俳優、剣道師範、英語発音研究家。高知県高知市出身で現在はアメリカ合衆国ニューヨーク在住。全東部米国剣道連盟会長。

## 経歴・人物
高知県立安芸高校卒業後、ヤンマー業務提携会社の協和農機に入社。高校時代から剣道を始め、社会人時代には1972年には高知県代表として国民体育大会にも出場した。全日本都道府県対抗剣道優勝大会では高知県代表の先鋒として2位の実績を残す。七段の腕前を持つ。
早期退職制度を利用し、1973年にカナダに渡る。シカゴ、メキシコを経てニューヨークへ行き、1976年、ニューヨークの古い教会の最上階を借り、ニューヨークシティ剣道クラブを創設した。
剣道道場の生徒の勧めで俳優の道を志し、1989年、映画「ブラック・レイン」の高倉健の息子役でデビューした。その際に英語の発音に関してオリジナルの法則を編み出し、日本人向けの英語スピーチトレーニング法「ケンセイ・メソード」を考案した。現在は英語の発音指導でも第一人者として注目されている。
2006年にはニューズウィーク日本語版10月号にて「世界から尊敬される日本人100人」に選ばれている。

## 主な出演作品
- ブラック・レイン（1989年） - 松本警部補の息子 役
- 硫黄島からの手紙（2007年） - 林陸軍少将 役

## 著書
- ニッポン剣道、世界へ（2007年、スキージャーナル、ISBN 978-4789900645） - 阿部哲史、目黒雅男、亀本竜太郎、安藤正康共著
- 英語力ゼロの私がハリウッド俳優になれたネイティブ発音トレーニング（2014年、日本実業出版社、ISBN 978-4534051615） - ボビー・トロカ監修